# Dostawca usług internetowych
Dostawca usług internetowych, usługodawca internetowy, ISP (od ang. Internet service provider) – podmiot oferujący usługę dostępu do sieci Internet.

## Historia

### Połączenie wdzwaniane
W latach 90. XX wieku najpopularniejszą z usług dostępu do Internetu oferowanych przez ich dostawców było połączenie wdzwaniane. Łączenie modemu klienta z urządzeniem dostępowym dostawcy było realizowane za pośrednictwem publicznej sieci telefonicznej: analogowej (o przepustowości 54 kb/s) lub cyfrowej ISDN (o przepustowości 64 kb/s lub 2 × 64 kb/s). Połączenie następowało przez wybranie odpowiedniego numeru telefonicznego oraz zalogowanie się do usługi przy użyciu okienka terminalu – w przypadku Telekomunikacji Polskiej był to numer „0-202122”, a identyfikator użytkownika (login) i hasło brzmiały „ppp”. Użytkownik ponosił jedynie koszty czasu trwania połączenia telefonicznego, płacąc 29 groszy netto za każdą trzyminutową jednostkę taryfikacyjną (tzw. impuls). W przypadku połączenia ISDN o przepustowości 128 kb/s (2 × 64 kb/s) opłata była podwójna, ponieważ do takiego połączenia wykorzystywane były dwa kanały telefoniczne.

### Home Internet Solution
Home Internet Solution (HIS) to rozwiązanie będące stałym dostępem do Internetu z przepustowością maksymalną 115,2 kb/s za pomocą modemu (terminalu) HIS-NT, łączącego się ze swoim odpowiednikiem HIS-NAE w centrali telefonicznej. W Polsce pojawiło się ono w roku 1998 za sprawą Telekomunikacji Polskiej, która oferowała je jako SDI. Zasadniczą różnicą w odniesieniu do połączeń wdzwanianych był stały dostęp (24 godziny na dobę, 7 dni w tygodniu) za określoną stawkę miesięczną. Innymi różnicami były: możliwość wykonywania w tym samym czasie rozmowy telefonicznej tą samą linią analogową (szybkość połączenia HIS zmniejszała się wówczas do 70 kb/s) oraz stały adres IP u dostawcy.

### Linie dzierżawione
Rzadko stosowane do użytku przez użytkowników końcowych, szczególnie odbiorców prywatnych, nieco częściej przez firmy. Rozwiązanie będące wydzierżawieniem kabla (najczęściej pary przewodów) łączącego lokal klienta z urządzeniami dostawcy podłączonymi stale do Internetu. Opłaty abonamentowe pobierane były zarówno przez właściciela kabla (wysokość zależna od deklarowanej przepustowości), jak i usługodawcę.

## Rozwiązania oferowane obecnie
Obecnie oferty dostawców reprezentowane są przez dwa główne nurty – dostęp stacjonarny oraz mobilny. Oba rozwiązania należą do grupy usług szerokopasmowej transmisji danych. Pierwszy z nich mimo dużego zróżnicowania usług na rynku można w skrócie scharakteryzować jako stały dostęp do Internetu, o dużej przepustowości bez ograniczeń ilości pobieranych danych, o zasięgu ograniczonym do małego obszaru, w którym jest przyłącze (lokal mieszkalny, biuro, hot spot).
Najczęściej spotykane techniki to:
- xDSL przy użyciu istniejących linii telefonicznych
- DOCSIS w sieciach telewizji kablowej
- WLAN lokalni ISP (WISP) zazwyczaj korzystający z usług dalszych dostawców
- WiMAX – szerokopasmowy dostęp radiowy.

Rozwiązania mobilne to oferty sieci GSM. Ich główną zaletą jest możliwość korzystania z Internetu w każdym miejscu, które jest w zasięgu działania sieci operatora. Prędkości dorównują tym spotykanym przy dostępie stacjonarnym (obecnie zwykle w dużych aglomeracjach miejskich). Charakterystyczną cechą tej usługi jest ograniczanie ilości odbieranych i wysyłanych danych. Limity transferowe są różne i zależą od operatora oraz standardu wykupionego abonamentu.
Do grupy rozwiązań mobilnych należą techniki GPRS, EDGE, WCDMA, HSPA, OFDM udostępniane w sieciach komórkowych różnych generacji.